# Francis Pernoux
Francis Pernoux (* 20. April 1850 in Arzier; † 15. Juni 1905 in Vevey, reformiert, heimatberechtigt in Arzier und Le Muids) war ein Schweizer Politiker (FDP).

## Biografie
Francis Pernoux kam am 20. April 1850 in Arzier als Sohn des Jules César Pernoux und der Marguerite Bénigne geborene Dorier zur Welt. Pernoux war zuerst von 1871 bis 1880 in den Steuerämtern von Nyon und von Vevey angestellt, anschliessend war er als Weinhändler tätig. Zuletzt war er von 1893 bis 1905 als Steuereinnehmer in Vevey eingesetzt. Dazu war Pernoux im Vorstand der Weinbruderschaft, 1893 in der Société vaudoise de secours mutuels sowie 1898 in der Association pour la restauration du Château de Chillon vertreten.
Francis Pernoux war mit Jeanne Elisabeth, der Tochter des Nyoner Steuereinnehmers Marc Granger, verheiratet. Er verstarb am 15. Juni 1905 im Alter von 55 Jahren in Vevey.

## Politischer Werdegang
Francis Pernoux amtierte zunächst von 1883 bis 1893 als Richter am Bezirksgericht, Präfekt sowie stellvertretender Präfekt. 1888 übernahm er das Nationalratsmandat von Louis Ruchonnet, das er bis 1893 innehatte. Zudem vertrat er von 1889 bis 1893 seine Partei im Waadtländer Grossrat.